# الدوري المقدوني الأول لكرة القدم 2001–02
الدوري المقدوني الأول لكرة القدم 2001–02 هو الموسم 10 من  الدوري المقدوني الأول لكرة القدم. أشرف على تنظيمه الاتحاد الأوروبي لكرة القدم، وكان عدد الأندية المشاركة فيه  12، وفاز فيه نادي فاردار.